# マーク・ブランデル
マーク・ブランデル（Mark Blundell 、1966年4月8日 - ）は、イギリス生まれの元レーシングドライバー。1992年のル・マン24時間レース優勝者。

## 経歴
元々オートバイ・モトクロスのライダーであったが、1984年にイギリスフォーミュラ・フォード1600に参戦し、4輪レースのキャリアが始まった。1987年から1989年にかけて、国際F3000選手権に参戦。1988年に表彰台に3度立つ活躍でシリーズ6位を獲得した。

### F1
ミドルブリッジから国際F3000に参戦していた1989年シーズンの途中、ウィリアムズF1から声がかかり、FW13をテスト、その後正式にテストドライバーに就任。テクニカル・チーフのパトリック・ヘッドから「ブランデルはとてもクレバーにドライブする」と評価を受ける。
1990年には後に名車FW14Bに搭載されることになるアクティブサスペンション開発のテストも任された。同年のメイン参戦レースはWSPCで、日産ワークスの一員としてル・マン24時間ではポールポジションのタイムをたたき出した（後述）。これらの結果とウィリアムズで重ねたテスト走行でブランデルは自信を付け、F1レギュラー参戦を希望していた。ちょうどこの年はF3000時代に所属したミドルブリッジがブラバムを買収しており、ブラバムは当初ロベルト・モレノを91年の候補としていたが、モレノが急遽ベネトン・フォーミュラで参戦することになったことで、ブランデルにブラバムと契約するチャンスが訪れた。なお、同年5月からはクラウディオ・ランジェスの不振のためユーロブルンから何度もF1参戦の誘いがあったが、チームの拠点がイタリアだったこと（ブランデルはイギリスのチームを希望していた）と、不振のチーム状況からこれには断りを入れている。
1991年にブラバムからF1にデビュー。第3戦から新車BT60が登場し、第11戦ベルギーGPで6位入賞、初の1ポイント獲得に成功する。8月に一度は翌1992年に向けてチーム残留が決まったが、のちにオーナーの中内康児と意見の相違が生じ、同年限りでチームを離脱。1992年はマクラーレン・ホンダのテストドライバーに就任した。
1993年にリジェからF1再参戦。ブラバム時代のチームメイトだったマーティン・ブランドルと再びコンビを組むことになった。リジェはこの年からセミオートマチック・ギアボックスをウィリアムズからの技術協力で搭載することになっており、かつてウィリアムズでセミオートマの開発をしていたブランデルの経験が買われての契約だった。この年は表彰台に2度上がるなど、同胞ブランドルと共にチームをランキング5位に押し上げた。
1994年にティレルへ移籍、前年より所属する片山右京のチームメイトとなった。予選の速さでは片山の陰に隠れたが、第5戦スペイングランプリで3位を獲得しヤマハエンジンにF1初表彰台をもたらすなど決勝で好走。最終的な獲得ポイントでは片山を上回った。しかし翌年のシート交渉ではティレル残留を熱望するも、ミカ・サロが大手電話会社ノキアをスポンサーに付けティレルのシートを獲得したため、ブランデルはまたも他のシートを探すこととなった。

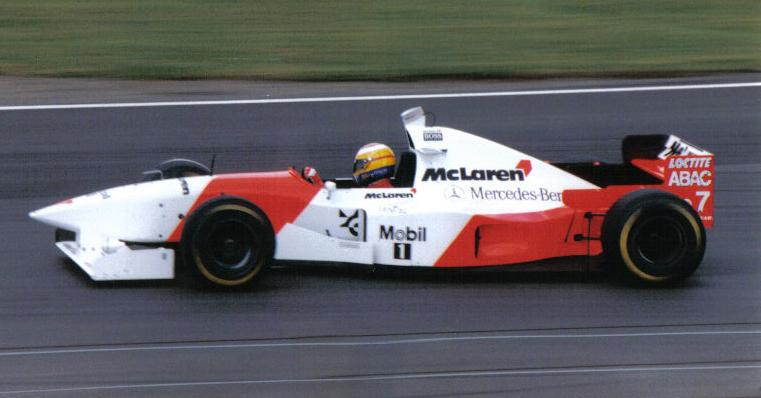
マクラーレン時代（1995年）

1995年に再びマクラーレンと契約し、テストドライバーとなる。しかしレギュラードライバーとして加入したナイジェル・マンセルが開幕前テストから好タイムを出せず、「コックピットサイズが体形に合わない」と不満を口外しはじめると開幕2戦を欠場。代役としてリザーブ契約でもあるブランデルが1戦ごとに契約を結ぶ形態ではあったが実戦機会を得た。更にマンセルがMP4/10の出来を不服とし、その後2レースを走ったのみでチームから離脱。以後はブランデルが最終戦までレギュラーに昇格し、2度の4位を含めチームメイトのミカ・ハッキネンを凌ぐ6度の入賞を記録したが、表彰台には一歩届かなかった。
シーズン終盤に翌年からのデビッド・クルサード移籍加入が発表され、シーズンオフには恒例となってしまった翌年の正シート探しに注力することとなったブランデルはマクラーレンでの走りを高評価したメルセデス（マクラーレンにエンジンを供給）の支援もあり、ザウバーへの移籍を画策し交渉を続けたが、ベネトンのシートを失ったものの同年のF1で2勝を挙げたジョニー・ハーバートとのシート争奪戦に敗れ、以降ブランデルがF1のシートを得ることは無かった。

### スポーツカー
1989年と1990年は、日産と契約し世界スポーツプロトタイプカー選手権（WSPC）に参戦した。
1990年のル・マン24時間レースでは予選専用のエンジンを積んだ日産・R90CKで2位を6秒以上引き離す3分27秒02を記録しポールポジションを獲得した。
一旦F1のシートを失った1992年にプジョーワークスと契約しスポーツカー世界選手権（SWC）にフル参戦。1992年のル・マン24時間レースではプジョー・905を駆り優勝した。

### CART
1995年をもってF1を去った後、アメリカ合衆国のチャンプカー・ワールド・シリーズ（CART）に活躍の場を求めた。1996年からパックウェスト・レーシングに加入。チームメイトはマウリシオ・グージェルミンで、パックウェストは元F1コンビ2台での参戦だった。リオのオーヴァルコースでは、後年にブランデル自身が「自分のキャリアで最もひどいクラッシュだった」と語るハイスピードクラッシュを経験した。ブランデルは1997年にシリーズ3勝を挙げる活躍を見せランキング6位を獲得。CARTには5シーズンフルエントリーしたが、2000年は最高位7位のランキング21位と結果が振るわず、翌年に向けて契約を更新できずパックウェストのシートを新鋭スコット・ディクソンに奪われた。

### その他の経歴
2001年のル・マン24時間レースでは、結果的にはリタイヤとなったが、LMP675カテゴリーのMGローラEX257をドライブし、格上のLMP900カテゴリーであるクライスラーLMPや、キャデラック・ノーススターLMPを上回るスピードを見せた。2002年には、MG・ZRスーパー1600を駆って、世界ラリー選手権（WRC）・ラリーGBにスポット参戦し、リタイア。
2019年にはイギリスツーリングカー選手権（BTCC）にアウディ・S3で参戦、久々の現役復帰となったが、結局この参戦は同年限りとなり、翌2020年1月に現役引退を発表。一方で同年2月には自らのチームとして「MBモータースポーツ」を設立し、BTCCにホンダ・シビックで参戦、自らはチーム監督を務めることを明らかにした。
現在は、解説者として活動する他、ドライバーマネージメントも手掛けており、ゲイリー・パフェットやマイク・コンウェイ、ヤン・マーデンボローらがマネジメント傘下にいる。

## 人物
- 愛用のヘルメットデザインは1985年にブランデル自身が考案した。その当時はF1を目指してフォーミュラ・フォードに参戦していたが、自らの好きな色であるブルーとイエローを基調としてイニシャル「MB」を組み合わせたデザインを考案しペイントした。頭頂部に大きく「MB」を配置したのは、将来F1までステップアップしていくことを夢見ていたので、それが実現できてモナコグランプリを走ることになったとしたら、名物コーナーであるロウズ・ヘアピンのロウズ・ホテルの階上からカメラマンがF1マシンをステアリングロックさせている自分を撮影するだろうとイメージし、上方からの視線では頭頂部に大きくイニシャルがあると判りやすいのではないか、と思いを巡らせて決定したのだという[12]。それから6年後にF1シートを得てモナコGP出走を果たし、夢を実現させた。
- 1991年にF1ブラバムのシートを獲得しマーティン・ブランドルとコンビを組んだ際、2人の名前が非常に似ていたことが「ブラバムのブラ・ブラコンビ」として日本でF1を伝えているメディアで話題となった。2年後の1993年にはリジェで再びチームメイトとなり、1度ならず2度コンビを組んだことで更に注目されることとなる。当時F1中継で実況担当だった古舘伊知郎から「MBコンビ」「アナウンサー泣かせ」「F1界の峰竜太と竜雷太」と言われていた他、1993年の開幕前のF1ポールポジションでは、ドライバー紹介の前に、漫才舞台の横に「ぶらんどる&ぶらんでる」とお笑いコンビのように表記された絵を登場させるネタも見られた。
- 7歳先輩であるブランドルとは非常に良好な関係で、1991年のブランデルにとってF1ルーキーイヤーに「マーティン（ブランドル）は僕にとても力を貸してくれて、彼がそこまでする必要は無いのに、という事まで僕がチーム内で居心地いいよう配慮してくれて、気晴らしの方法を教えてくれたり、とても感謝している」と述べており[13]、それ以来の信頼関係がある。2004年に2人で共同設立したレーシングドライバー・マネージメント会社はともにイニシャルが同じことから「2MB」だった。その後ブランドルがテレビでの解説業などに集中するため会社から離れることとなり、2009年1月以降はブランデルが単独でオーナーとなった。社名は「2MB」のまま引き継がれ[14]、その後2013年7月5日付で「MB PARTNERS」に改名された[15]。
- アルコール類ではウォッカが飲めるが、「アルコール以外では何が好きか」と聞かれた際に「バナナ・ミルクシェイク」と答えている。
- 1995年日本グランプリでは予選2日間ともにマシンを壊しまともにタイムアタックができず、結果グリッド最後尾の23番手[注釈 2]に沈んだ。この時の予選通過タイムは1日目のタイムアタック前にかろうじて1周した16:42.640が記録された[16]。（この時PPを取ったミハエル・シューマッハのタイムは1:38.023で、その差は+15:04.617。また、予選23位のベルトラン・ガショーは1:48.289。）このタイムはF1史上でも最も遅い予選通過タイムである[注釈 3]。

## レース戦績

### 国際F3000選手権
| 年     | チーム                     | 1       | 2       | 3       | 4       | 5       | 6       | 7     | 8       | 9       | 10      | 11      | 順位 | ポイント |
| ------ | -------------------------- | ------- | ------- | ------- | ------- | ------- | ------- | ----- | ------- | ------- | ------- | ------- | ---- | -------- |
| 1987年 | フリートライ・レーシング   | SIL Ret | VLL 5   | SPA 2   | PAU     | DON 9   |         | BRH 6 | BIR DNQ |         |         |         | 15位 | 5        |
| 1987年 | BS・オートモービル         |         |         |         |         |         | PER 9   |       |         | IMO Ret | BUG Ret | JAR 8   | 15位 | 5        |
| 1988年 | ローラ・モータースポーツ   | JER 2   | VLL 5   | PAU Ret | SIL 9   | MNZ Ret | PER Ret | BRH 3 | BIR Ret | BUG 7   | ZOL 2   | DIJ Ret | 6位  | 18       |
| 1989年 | ミドルブリッジ・レーシング | SIL 3   | VLL Ret | PAU 6   | JER DNQ | PER Ret | BRH Ret | BIR 5 | SPA DNS | BUG Ret | DIJ 6   |         | 11位 | 8        |

### 全日本F3000選手権
| 年     | チーム                           | 1   | 2   | 3   | 4   | 5   | 6   | 7   | 8       | 順位 | ポイント |
| ------ | -------------------------------- | --- | --- | --- | --- | --- | --- | --- | ------- | ---- | -------- |
| 1988年 | Footwork Sports レーシングチーム | SUZ | FSW | MIN | SUZ | SUG | FSW | SUZ | SUZ Ret | NC   | 0        |

### F1
| 年     | 所属チーム   | シャシー | 1       | 2       | 3       | 4       | 5       | 6       | 7       | 8       | 9       | 10      | 11    | 12      | 13      | 14      | 15       | 16      | 17    | WDC  | ポイント |
| ------ | ------------ | -------- | ------- | ------- | ------- | ------- | ------- | ------- | ------- | ------- | ------- | ------- | ----- | ------- | ------- | ------- | -------- | ------- | ----- | ---- | -------- |
| 1991年 | ブラバム     | BT59Y    | USA Ret | BRA Ret |         |         |         |         |         |         |         |         |       |         |         |         |          |         |       | 19位 | 1        |
| 1991年 | ブラバム     | BT60Y    |         |         | SMR 8   | MON Ret | CAN DNQ | MEX Ret | FRA Ret | GBR Ret | GER 12  | HUN Ret | BEL 6 | ITA 12  | POR Ret | ESP Ret | JPN DNPQ | AUS 17  |       | 19位 | 1        |
| 1993年 | リジェ       | JS39     | RSA 3   | BRA 5   | EUR Ret | SMR Ret | ESP 7   | MON Ret | CAN Ret | FRA Ret | GBR 7   | GER 3   | HUN 7 | BEL 11  | ITA Ret | POR Ret | JPN 7    | AUS 9   |       | 10位 | 10       |
| 1994年 | ティレル     | 022      | BRA Ret | PAC Ret | SMR 9   | MON Ret | ESP 3   | CAN 10  | FRA 10  | GBR Ret | GER Ret | HUN 5   | BEL 5 | ITA Ret | POR Ret | EUR 13  | JPN Ret  | AUS Ret |       | 12位 | 8        |
| 1995年 | マクラーレン | MP4/10   | BRA 6   | PAC Ret |         |         |         |         |         |         |         |         |       |         |         |         |          |         |       | 10位 | 13       |
| 1995年 | マクラーレン | MP4/10B  |         |         | SMR     | ESP     | MON 5   | CAN Ret | FRA 11  | GBR 5   | GER Ret | HUN Ret | BEL 5 | ITA 4   |         |         | PAC 9    | JPN 7   | AUS 4 | 10位 | 13       |
| 1995年 | マクラーレン | MP4/10C  |         |         |         |         |         |         |         |         |         |         |       |         | POR 9   | EUR Ret |          |         |       | 10位 | 13       |

- 太字はポールポジション、斜字はファステストラップ (key)。

### 世界スポーツプロトタイプカー選手権,スポーツカー世界選手権
| 年     | チーム                                         | 使用車両      | クラス | 1   | 2       | 3      | 4      | 5     | 6     | 7     | 8      | 9     | 順位 | ポイント |
| ------ | ---------------------------------------------- | ------------- | ------ | --- | ------- | ------ | ------ | ----- | ----- | ----- | ------ | ----- | ---- | -------- |
| 1989年 | ニッサン・モータースポーツ・インターナショナル | 日産・R89C    | C1     | SUZ | DIJ 15  | JAR 8  | BRH    | NÜR   | DON 3 | SPA 3 | MEX 12 |       | 11位 | 27       |
| 1990年 | ニッサン・モータースポーツ・インターナショナル | 日産・R90CK   | C1     | SUZ | MON Ret | SIL NC | SPA 10 | DIJ 3 | NÜR 5 | DON 6 | MTL 2  | MEX 2 | 10位 | 16       |
| 1992年 | プジョー・タルボ・スポール                     | プジョー・905 | C1     | MON | SIL     | LMN 1  | DON    | SUZ   | MAG   |       |        |       | NC   | 0        |

### ル・マン24時間レース
| 年     | チーム                           | コ・ドライバー                                    | 使用車両              | クラス | 周回 | 総合順位 | クラス順位 |
| ------ | -------------------------------- | ------------------------------------------------- | --------------------- | ------ | ---- | -------- | ---------- |
| 1989年 | NISMO                            | ジュリアン・ベイリー マーティン・ドネリー         | 日産・R89C            | C1     | 5    | DNF      | DNF        |
| 1990年 | NISMO                            | ジュリアン・ベイリー ジャンフランコ・ブランカテリ | 日産・R90CK           | C1     | 142  | DNF      | DNF        |
| 1992年 | プジョー・タルボ・スポール       | デレック・ワーウィック ヤニック・ダルマス         | プジョー・905 Evo 1B  | C1     | 352  | 1位      | 1位        |
| 1995年 | ガルフ・レーシング GTCレーシング | レイ・ベルム マウリツィオ・サンドロ・サーラ       | マクラーレン・F1-GTR  | GT1    | 291  | 4位      | 3位        |
| 2001年 | MG スポーツ&レーシング Ltd.      | ジュリアン・ベイリー ケビン・マクガリティー       | MG-ローラ・EX257      | LMP675 | 92   | DNF      | DNF        |
| 2002年 | MG スポーツ&レーシング Ltd.      | ジュリアン・ベイリー ケビン・マクガリティー       | MG-ローラ・EX257      | LMP675 | 219  | DNF      | DNF        |
| 2003年 | チーム・ベントレー               | デビッド・ブラバム ジョニー・ハーバート           | ベントレー・スピード8 | LMGTP  | 375  | 2位      | 2位        |

### CART
| 年     | チーム                     | シャーシ        | エンジン                        | 1      | 2      | 3       | 4       | 5       | 6       | 7       | 8       | 9       | 10      | 11      | 12      | 13     | 14      | 15     | 16     | 17     | 18     | 19     | 20     | 順位 | ポイント | Ref    |
| ------ | -------------------------- | --------------- | ------------------------------- | ------ | ------ | ------- | ------- | ------- | ------- | ------- | ------- | ------- | ------- | ------- | ------- | ------ | ------- | ------ | ------ | ------ | ------ | ------ | ------ | ---- | -------- | ------ |
| 1996年 | パックウェスト・レーシング | レイナード・96i | フォード コスワース・XB V8t     | MIA 17 | RIO 27 | SRF Inj | LBH Inj | NZR Inj | 500 5   | MIL 22  | DET 5   | POR 8   | CLE 11  | TOR 11  | MCH 6   | MDO 10 | ROA 20  | VAN 12 | LS 24  |        |        |        |        | 16位 | 41       | [ 17 ] |
| 1997年 | パックウェスト・レーシング | レイナード・97i | メルセデス・ベンツ・IC108D V8 t | MIA 14 | SRF 8  | LBH 13  | NZR 19  | RIO 8   | STL 24  | MIL 12  | DET 17  | POR 1   | CLE 9   | TOR 1*  | MCH 2   | MDO 26 | ROA 16* | VAN 7  | LS 2   | FON 1  |        |        |        | 6位  | 115      | [ 18 ] |
| 1998年 | パックウェスト・レーシング | レイナード・97i | メルセデス・ベンツ・IC108D V8 t | MIA 12 | MOT 10 | LBH 7   |         |         |         |         |         |         |         |         |         |        |         |        |        |        |        |        |        | 18位 | 36       | [ 19 ] |
| 1998年 | パックウェスト・レーシング | レイナード・98i | メルセデス・ベンツ・IC108E V8 t |        |        |         | NZR 20  | RIO 11  | STL 10  | MIL 12  | DET 22  | POR 22  | CLE 10  | TOR 26  | MCH 17  | MDO 19 | ROA 7   | VAN 12 | LS 25  | HOU 14 | SRF 11 | FON 6  |        | 18位 | 36       | [ 19 ] |
| 1999年 | パックウェスト・レーシング | レイナード・99i | メルセデス・ベンツ・IC108E V8 t | MIA 8  | MOT 24 | LBH 13  | NZR 17  | RIO Inj | STL Inj | MIL Inj | POR Inj | CLE Inj | ROA Inj | TOR Inj | MCH Inj | DET 10 | MDO 13  | CHI 21 | VAN 19 | LS 12  | HOU 24 | SRF 19 | FON 16 | 23位 | 9        | [ 20 ] |
| 2000年 | パックウェスト・レーシング | レイナード・2Ki | メルセデス・ベンツ・IC108F V8 t | MIA 13 | LBH 8  | RIO 7   | MOT 19  | NZR 17  | MIL 17  | DET 11  | POR 20  | CLE 12  | TOR 22  | MCH 19  | CHI 23  | MDO 14 | ROA 11  | VAN 25 | LS 13  | STL 23 | HOU 20 | SRF 11 | FON 15 | 21位 | 18       | [ 21 ] |

### 世界ラリー選手権
| 年                  | エントラント          | 車両         | 1   | 2   | 3   | 4   | 5   | 6   | 7   | 8   | 9   | 10  | 11  | 12  | 13  | 14      | WDC | ポイント |
| ------------------- | --------------------- | ------------ | --- | --- | --- | --- | --- | --- | --- | --- | --- | --- | --- | --- | --- | ------- | --- | -------- |
| 2002年              | MGスポーツ&レーシング | MG・ZR S1600 | MON | SWE | FRA | ESP | CYP | ARG | GRC | KEN | FIN | GER | ITA | NZL | AUS | GBR Ret | NC  | 0        |
| Sources:MSportStats |                       |              |     |     |     |     |     |     |     |     |     |     |     |     |     |         |     |          |

### アメリカン・ル・マン・シリーズ
| 年     | エントラント       | クラス | シャーシ              | エンジン             | 1     | 2   | 3   | 4   | 5   | 6   | 7   | 8   | 9   | 順位 | ポイント | Ref    |
| ------ | ------------------ | ------ | --------------------- | -------------------- | ----- | --- | --- | --- | --- | --- | --- | --- | --- | ---- | -------- | ------ |
| 2003年 | チーム・ベントレー | LMGTP  | ベントレー・スピード8 | ベントレー 4.0 L V8t | SEB 3 | ATL | SON | TRO | MOS | AME | MON | MIA | PET | 21位 | 19       | [ 23 ] |

### イギリス・ツーリングカー選手権
| 年                  | エントラント       | 車両                 | 1        | 2        | 3        | 4        | 5         | 6        | 7        | 8         | 9         | 10       | 11       | 12       | 13        | 14       | 15       | 16       | 17       | 18        | 19       | 20       | 21       | 22       | 23       | 24       | 25        | 26       | 27       | 28       | 29        | 30       | 順位 | Pts |
| ------------------- | ------------------ | -------------------- | -------- | -------- | -------- | -------- | --------- | -------- | -------- | --------- | --------- | -------- | -------- | -------- | --------- | -------- | -------- | -------- | -------- | --------- | -------- | -------- | -------- | -------- | -------- | -------- | --------- | -------- | -------- | -------- | --------- | -------- | ---- | --- |
| 2019年              | TradePriceCars.com | アウディ・A3サルーン | BRH 1 14 | BRH 2 27 | BRH 3 19 | DON 1 23 | DON 2 Ret | DON 3 22 | THR 1 27 | THR 2 Ret | THR 3 Ret | CRO 1 21 | CRO 2 26 | CRO 3 19 | OUL 1 Ret | OUL 2 23 | OUL 3 18 | SNE 1 23 | SNE 2 21 | SNE 3 Ret | THR 1 27 | THR 2 26 | THR 3 27 | KNO 1 20 | KNO 2 24 | KNO 3 21 | SIL 1 Ret | SIL 2 18 | SIL 3 13 | BRH 1 22 | BRH 2 Ret | BRH 3 20 | 27位 | 5   |
| Sources:MSportStats |                    |                      |          |          |          |          |           |          |          |           |           |          |          |          |           |          |          |          |          |           |          |          |          |          |          |          |           |          |          |          |           |          |      |     |

* ドライバーが少なくとも1周レースリードラップを記録したレース (リードラップ記録者には1ポイントが与えられる、2002年はフィーチャーレースのみ、2003年から全レースで適用)。